# L'Octogone

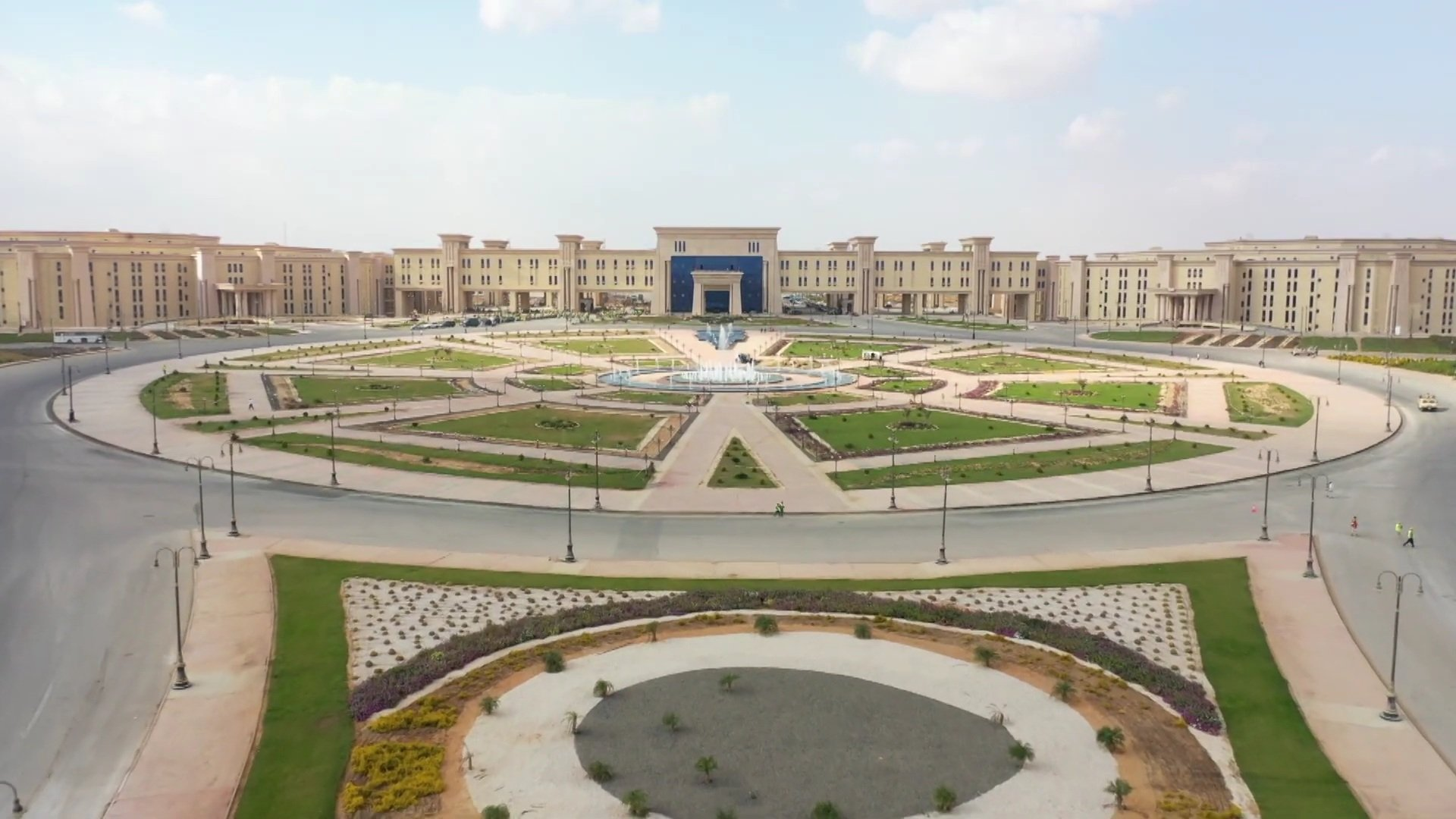

L'Octogone (arabe : الأوكتاجون) sera le nouveau siège du ministère égyptien de la Défense (en), faisant partie d'une initiative beaucoup plus vaste de déménagement de tous les bureaux gouvernementaux vers la nouvelle capitale administrative,. La création du nouveau siège vise à être le plus grand du Moyen-Orient et du monde, situé dans la nouvelle capitale, le Grand Caire.
Le quartier général s'étend sur une superficie totale de 89 km², dont environ 4 690 000 m² servent de surface de plancher. Il comprend 13 zones, chacune avec son propre rôle spécifique, ce qui en fait le plus grand complexe de quartiers généraux et de bureaux de défense au monde, surpassant le Pentagone aux États-Unis,. L'Octogone fait partie d'un grand établissement, qui dans son ensemble comprend des lieux de culte, des clubs, des hôtels, des écoles, des terrains de jeux, des projets résidentiels, des centres commerciaux, des hôpitaux et des complexes pour les services civils et administratifs. Le lieu est sécurisé par deux unités de la Garde républicaine (en) et d'autres moyens de sécurité.

## Six centres
Le Centre de commandement stratégique de l'État (octogone) est composé de six centres :
- Le Centre de données stratégiques unifiés : contient toutes les données des institutions de l'État.
- Le Centre de contrôle du réseau stratégique : contrôle l'organe administratif de l'État.
- Centre de gestion et d'exploitation des services publics de l'État : contrôle les agences et les installations de l'État.
- Centre de contrôle du réseau de télécommunications : assure la stabilité des communications dans tout le pays.
- Centre d'urgences et de sécurité : gère les services d'urgence et les services de sécurité sur le terrain.
- Centre de prévisions météorologiques : prépare le centre de défense de l'État en cas de catastrophes naturelles.

En plus des six centres figurent un certain nombre d'entrepôts qui sécurisent les besoins du pays en biens stratégiques.

## Structure
L'Octogone doit son nom à sa conception architecturale octogonale, composée de huit bâtiments extérieurs de forme octogonale, représentant ainsi les huit branches des forces armées égyptiennes. L'entité dans son ensemble se compose de 10 bâtiments, dont 8 sont externes et deux internes. Chaque bâtiment a huit facettes reliées entre elles, avec des couloirs reliés au cœur de la structure connue sous le nom de "bâtiment principal", qui est situé au milieu. Il y a 2 bâtiments ministériels centraux situés au centre de la structure octogonale, tous deux reliés entre eux et au reste des huit bâtiments extérieurs par des couloirs longitudinaux.

## Design et architecture
L'architecture du siège du ministère égyptien de la Défense/ministère de la Guerre est influencée par l'architecture égyptienne antique, car ils utilisent des piliers pour soutenir les bâtiments dans un style pharaonique.